# Brooksville (Maine)
Brooksville es un municipio situado en el condado de Hancock, Maine, Estados Unidos. Tiene una población estimada, a mediados de 2022, de 939 habitantes.

## Geografía
La localidad está ubicada en las coordenadas 44°21′4″N 68°45′34″O / 44.35111, -68.75944 (44.351193, -68.759327). Según la Oficina del Censo de los Estados Unidos, tiene una superficie total de 132.39 km², de la cual 80.62 km² corresponden a tierra firme y 51.77 km² están cubiertos de agua.

## Demografía
Según el censo de 2020, en ese momento había 935 personas residiendo en la localidad. La densidad de población era de 11.6 hab./km². El 95.3% de los habitantes eran blancos, el 0.3% eran afroamericanos, el 0.2% eran amerindios, el 0.9% eran asiáticos, el 0.3% eran de otras razas y el 3.0% eran de una mezcla de razas. Del total de la población, el 0.3% eran hispanos o latinos de cualquier raza.